# Periclitopa brenskei
Periclitopa brenskei är en skalbaggsart som beskrevs av Brancsik 1898. Periclitopa brenskei ingår i släktet Periclitopa och familjen Melolonthidae. Inga underarter finns listade i Catalogue of Life.